# 15秒ルール
15秒ルール（15びょうルール）は、日本プロ野球で適用されているルールの1つである。
なお、メジャーリーグベースボール（MLB）等で適用されている類似のルールについては「ピッチクロック」を参照のこと。

## 概要
15秒ルールは、無走者のとき、投手が捕手からボールを受けて15秒以内に投球しない場合に、球審がボールを宣告するというものである。このルールは、2009年より日本プロ野球において採用された。なお適用第1号は工藤公康（横浜ベイスターズ）、第2号はエンジェルベルト・ソト（中日ドラゴンズ）、第3号は松岡健一  （東京ヤクルトスワローズ）、第4号はフランク・ハーマン（千葉ロッテマリーンズ）。

## 背景
公認野球規則では5.07(c)で、投球の遅延に対する定めがある。これによれば、投手は無走者のとき、ボールを受けてから12秒以内に投球しなければならず、この規則に違反して試合を長引かせた場合に、球審はボールを宣告することとされている。ここで、12秒の計測は、「投手がボールを所持し、打者がバッターボックスに入り、打者が投手に面したときから始まり、投手の手からボールが離れたときに終わる」としている。
この規則5.07(c)は、日本では2007年に改正されたものである。2006年までは、ボールを受けてから20秒以内に投球することとされ、また、計測の始まりと終わりも明確に定められていなかった。しかし、改正は行われたものの、日本プロ野球においては厳格な適用が行われてこなかった。
規則の厳格適用、また、日本の野球が国際大会等で「スピーディーに試合を行おうとする意識がない」「マナーが悪い」などの指摘を受ける、加えて日本野球機構は環境省が推進する地球温暖化防止策に賛同しており、照明節約をはじめとする試合開催におけるエネルギー削減に努める、などの見地から、「投手が捕手からボールを受けて15秒以内に投球すること」という独自の運用を定めた。
なお、試合時間短縮に向けての施策として、日本野球機構では攻守交代時間や投手交代時の準備時間短縮のための数値目標をあげるなどしている。

## 課題

### 規則や制定趣旨の周知不足
15秒ルールは2009年1月19日のプロ野球実行委員会で決定、2009年1月30日に行なわれたセ・パ両リーグ審判合同会議で申し合わせが確認された。その際、試合時間短縮を図るため、投手に対する15秒ルールを設けるとともに、打者に対しても、「容易に打席を外してはならず、バッターボックス内で打撃姿勢をとろうとしなかった場合、球審はストライクを宣告する」（公認野球規則5.04(b)(3)）ことの厳格適用も求めた。
しかし、15秒ルールをはじめとする、試合時間短縮に向けての取り決めは、ほとんどの球団で現場には事前通達されていなかった。そのため、監督や選手に不安が広がった。また、マスコミにおいても、制定趣旨の理解が十分でないことによる混乱が起こった。
中日監督・落合博満は、マスコミの取材に対し、「投手がボールを受けたらカウントが始まるのなら、『次のサインを決めてから捕手が投手に返球』するという抜け道もあるのではないか」との意見を述べた。なお、公認野球規則5.07(c)には、「投球を受けた捕手は、『速やかに』投手に返球すること。」、「また、これを受けた投手は、『ただちに』投手板を踏んで、投球位置につくこと。」と明記されている。
また、日本ハムの投手・ダルビッシュ有は、2009年2月8日のシート打撃登板中、投球動作に入るまでに15秒以上経過したとして審判団からボールの宣告を受けた後、マスコミからの取材で15秒ルールの「対策」を問われ、「対策なんかしません。無視します。そんなのは勝手にボールになればいい」と返答した。

### 規則適用基準の不明確さ
適用基準にあいまいな部分が残っているという指摘もあった。西武監督・渡辺久信からは「途中で打者がバッターボックスを外したらカウントはどうするのか」といった疑問が出された。
また、2009年2月12日の楽天の紅白戦では、田中将大が、捕手からの返球を捕ってから投球動作までに15秒を超えたとしてボールを宣告されたが、その間に飯塚球審が本塁上の土を払っていた。